# .mx
.mx es el dominio de nivel superior geográfico (ccTLD) para México.

## Dominios de tercer nivel
- .com.mx: Entidades comerciales.
- .net.mx: Proveedores de redes.
- .org.mx: Organizaciones no lucrativas.
- .edu.mx: Instituciones educativas.
- .gob.mx: Entidades gubernamentales.